# Farmaceutyka
Farmaceutyka – dział gospodarki zajmujący się lekami począwszy od ich projektowania poprzez produkcję aż do dystrybucji.
Farmaceutyka zajmuje się m.in. takimi zagadnieniami, jak: badania nad nowymi lekami i dopuszczanie ich do produkcji, produkcja przemysłowa leków, ochrona patentowa leków, dopuszczanie leków do sprzedaży, sporządzanie recepturowe leków bezpośrednio w aptekach, przechowywanie leków, kontrola jakości leków, typowanie leków zamiennych, sposoby wydawania leków, urzędowe spisy leków, hurtownie farmaceutyczne oraz aptekarstwo.
Firmy farmaceutyczne, to firmy opracowujące na podstawie badań naukowych nowe leki oraz produkujące te leki.
Farmaceutyka, obejmująca większość zagadnień praktycznych związanych z lekami (oprócz samego leczenia), bywa czasami mylona z samą farmacją – dziedziną nadrzędną w stosunku do wszystkich zagadnień dotyczących leków.

## Największe koncerny farmaceutyczne
- Amgen
- AstraZeneca
- Bayer AG
- Bristol-Myers Squibb
- Eli Lilly and Company
- Gilead
- GSK
- Johnson & Johnson
- Merck & Co.
- Novartis
- Pfizer
- Roche
- Sanofi
- Teva